# Model žare (verjetnost)
Model žare  je v teoriji verjetnosti in statistiki miselni preskus v katerem iz posode (žare), v kateri so kroglice (običajno so različno obarvane), ki jih v okviru poskusa vlečemo iz žare. Takšno namišljeno žaro uporabljamo pri poskusih povezanih s slučajnimi spremenljivkami. Takšne vrste poskusov imenujemo tudi slučajnostni poskusi. Pri vsakem poskusu izvlečemo določeno število kroglic. Način vlečenja kroglic iz žare je odvisen od vrste poskusa. 
Model žare nudi enega izmed najboljših načinov reševanje problemov povezanih z verjetnostjo. Uporablja se v mnogih vejah znanosti (na primer v statistični fiziki). Najbolj znan je Ehrenfestov model za opis drugega zakona termodinamike. Z uporabo modela žare lahko simuliramo celo vrsto verjetnostnih porazdelitev :
- binomska porazdelitev
- hipergeometrična porazdelitev

Znana je tudi Polyajeva žara, ki se imenuje po madžarsko-ameriškem matematiku in fiziku Georgu Pólyaju (1887 – 1985). Žara vsebuje rdeče in modre kroglice. Iz žare izvlečemo kroglico, ki jo nato vrnemo v žaro s še eno enako obarvano kroglico. Število kroglic v žari tako narašča. 
Kroglice lahko iz žare vlečemo na več načinov :
- vlečenje kroglic, ki jih pred naslednjim izvlekom vračamo v žaro
- vlečenje kroglic, ki jih ne vračamo v žaro.